# Loi de mélange pour la viscosité
« Loi de mélange d'Arrhenius » redirige ici. Ne pas confondre avec Loi d'Arrhenius.
Une loi de mélange pour la viscosité est une loi exacte ou approchée, parfois empirique, visant à prédire la viscosité dynamique d'un mélange homogène de gaz ou de liquides.

## Pour les liquides

### Loi de mélange d'Arrhenius
La première de ces lois de mélange, dite loi de mélange d'Arrhenius, a été publiée par Svante Arrhenius en 1887. Elle postule que le logarithme de la viscosité d'un mélange de deux liquides est une combinaison linéaire des logarithmes des viscosités des espèces mélangées. Ainsi, pour deux espèces :
{\displaystyle \ln(\eta )=x_{1}\ln(\eta _{1})+x_{2}\ln(\eta _{2})}
où :
{\displaystyle \eta } est la viscosité du mélange,
{\displaystyle x_{i}} la fraction molaire du produit no i  ({\displaystyle x_{1}+x_{2}=1})
{\displaystyle \eta _{i}} la viscosité du produit no i.
La loi se généralise naturellement à un mélange impliquant un nombre N d'espèces ({\displaystyle N\geq 2}) :
{\displaystyle \ln(\eta )=\sum _{i=1}^{N}x_{i}\,\ln(\eta _{i})}.

### Loi de mélange de Grunberg-Nissan
La théorie de Grunberg-Nissan (1949) précise la loi donnée par Arrhenius, en introduisant les termes {\displaystyle d_{ij}} qui modifient la viscosité et sont dus aux interactions entre deux espèces :
{\displaystyle \ln(\eta )=\sum _{i=1}^{N}x_{i}\ln(\eta _{i})+\sum _{i=1}^{N}\sum _{j=1}^{N}x_{i}\,x_{j}\,d_{ij}}.
Les paramètres d’interaction {\displaystyle d_{ij}} n'ont pas de fondement théorique, ils sont ajustés sur les données expérimentales. Ils sont en général négligeables lorsque les espèces concernées sont de nature chimique similaire.

## Pour les gaz

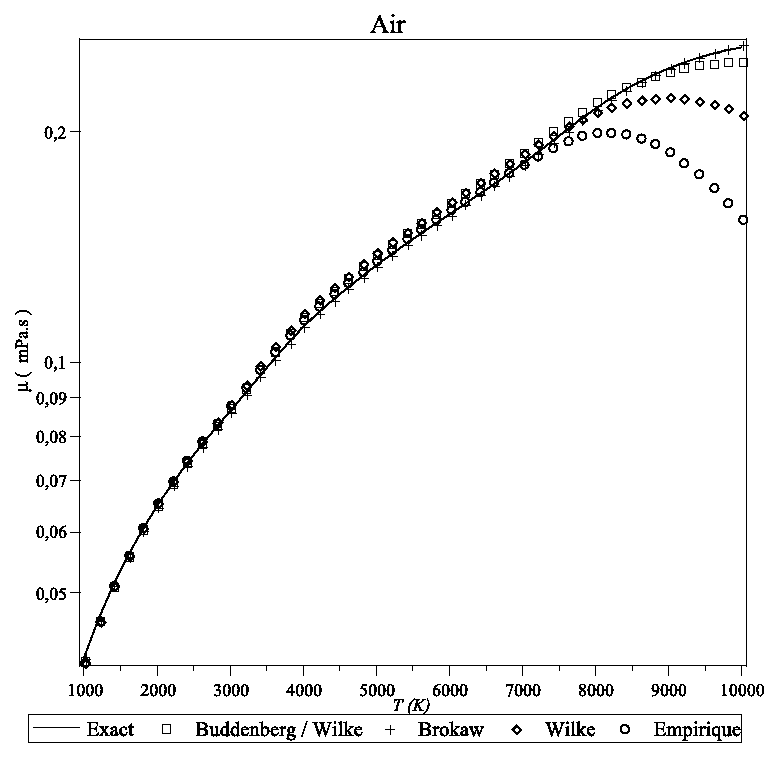
Approximations pour la viscosité de l'air.

La théorie cinétique des gaz permet d'obtenir rigoureusement la viscosité d'un mélange gazeux comme la solution d'un système linéaire,. Celle-ci peut être écrite comme le quotient de deux matrices. Les solutions approchées sont alors recherchées à partir de développements limités,. Le fait que les matrices soient à diagonale dominante permet diverses approximations de celles-ci.
On utilise ci-dessous les fractions molaires {\displaystyle x_{i}}, les viscosités {\displaystyle \eta _{i}}, la pression {\displaystyle p}, la température {\displaystyle T}, les masses molaires {\displaystyle M_{i}}, les coefficients de diffusion binaires {\displaystyle {\mathcal {D}}_{ij}} et un coefficient lié aux intégrales de collision
{\displaystyle A_{ij}^{*}={\frac {\Lambda _{ij}^{2,2}}{\Lambda _{ij}^{1,1}}}}
qui caractérise les interactions entre molécules. Lorsque l'on utilise un potentiel Lennard-Jones, on a {\displaystyle 1,05\leq A_{ij}^{*}\leq 1,15}.
- La première approximation a été obtenue par Buddenberg et Wilke[10] en négligeant tous les termes extra-diagonaux.

{\displaystyle \eta \simeq \sum _{i}{\frac {\eta _{i}}{1+\sum _{j\neq i}{\frac {x_{j}}{x_{i}}}\Psi _{ij}}}}
avec
{\displaystyle \Psi _{ij}=\alpha {\frac {\eta _{i}}{M_{i}}}\Delta _{ij}\,,\quad \Delta _{ij}={\frac {RT}{p{\mathcal {D}}_{ij}}}}
Le coefficient {\displaystyle \alpha } qui vaut 2 est dans les faits modifié pour coller au mieux aux résultats. Dans les mélanges gazeux choisis par les auteurs de l'approximation la valeur retenue est {\displaystyle \alpha =1,385}. Pour l'air on obtient une meilleure précision en prenant {\displaystyle \alpha =1,45}.
- Brokaw propose un calcul approché des termes extra-diagonaux[11] qui permet d'identifier {\displaystyle \alpha }, de l'ordre de 1,3

{\displaystyle \alpha ={\frac {6}{5}}A_{ij}^{*}}
- Wilke a proposé une simplification[12] permettant de n'utiliser que le coefficients d'auto-diffusion {\displaystyle {\mathcal {D}}_{ii}} à partir d'un potentiel sphères dures et en supposant tous les {\displaystyle A_{ij}^{*}} égaux entre eux.

En fait on montre que le recours à un potentiel simple n'est pas nécessaire et que l'on peut écrire
{\displaystyle \Psi _{ij}=\left({\frac {M_{j}\eta _{i}}{M_{i}\eta _{j}}}\right)^{\frac {1}{2}}}
Il existe d'autres approximations plus complexes et plus précises, mais il faut noter qu'une simple loi de mélange {\displaystyle \eta =\left(\sum _{i}{\frac {c_{i}}{\eta _{i}}}\right)^{-1}}, bien que sans justification théorique, donne des résultats très honorables (voir courbe). Dans cette expression, {\displaystyle c_{i}={\frac {M_{i}x_{i}}{\sum M_{i}x_{i}}}} est la fraction massique.